# إليسيو مارتين
إليسيو مارتين (بالإسبانية: Eliseo Martín) هو منافس ألعاب قوى إسباني، ولد في 5 نوفمبر 1973 في مونثون في إسبانيا.

## وصلات خارجية
- إليسيو مارتين على موقع الاتحاد الدولي لألعاب القوى (الإنجليزية)
- إليسيو مارتين على موقع اللجنة الأولمبية الدولية (الإنجليزية)
- إليسيو مارتين على موقع أوليمبيديا (الإنجليزية)